# Sterne couronnée
Sterna vittata
Espèce
Statut de conservation UICN

 LC  : Préoccupation mineure
La Sterne couronnée (Sterna vittata) ou sterne subantarctique, est une espèce d'oiseaux appartenant à la famille des Laridae.

## Description
Elle se nourrit surtout de petits poissons (notamment de  Nototheniidae).
On estime le nombre de couples actuels à 45 000.

## Répartition et sous-espèces

### Répartition
Cet oiseau niche à travers les îles sub-antarctiques ; elle hiverne sur les côtes d'Amérique du Sud, d'Afrique du Sud et des îles sub-antarctiques de Nouvelle-Zélande.

### Sous-espèces
D'après la classification de référence (version 14.1, 2024) de l'Union internationale des ornithologues, la Sterne couronnée possède 6 sous-espèces (ordre philogénique) :
- Sterna vittata tristanensis Murphy, 1938 — îles Gough et Tristan da Cunha ;
- Sterna vittata sanctipauli Gould, 1865 — îles Saint-Paul et Nouvelle-Amsterdam ;
- Sterna vittata gaini Murphy, 1938 — îles Shetland du Sud, Terre de Graham ;
- Sterna vittata vittata Gmelin, JF, 1789 — îles Bouvet, du Prince-Édouard, Crozet, Kerguelen et Heard-et-MacDonald ;
- Sterna vittata bethunei Buller, 1896 — îles Stewart, îles Snares, Auckland, Bounty, Antipodes, Campbell et Macquarie ;
- Sterna vittata georgiae Reichenow, 1904 — Géorgie du Sud, îles Orcades du Sud et îles Sandwich du Sud.